# إيان ماكغيلكريست
إيان ماكغيلكريست (بالإنجليزية: Iain McGilchrist)‏ هو طبيب نفساني، وكاتب، وباحث أدبي سابق في أكسفورد. جاء ماكغيلكريست إلى بروز بعد نشر كتابه السيد ومبعوثته، الدماغ المنقسم وصنع العالم الغربي.
قرأ ماكغيلكريست اللغة الإنجليزية في نيو كوليدج -أكسفورد، لكنه نشر كتاب «مناهضة النقد» في عام 1982، ] وتلقى تدريبًا لاحقًا في الطب، وكان باحثًا في التصوير العصبي في جامعة جونز هوبكنز في بالتيمور ومستشارًا نفسيًا في مستشفى مودسلي في جنوب لندن.  ماكغيلكريست هو زميل في الكلية الملكية للأطباء النفسيين، وقد انتخب ثلاث مرات زميلًا لكل كلية النفوس في أوكسفورد. 
وفقا لموقعه على شبكة الإنترنت، ماكجيلكريست يعمل حاليا في القطاع الخاص كطبيب نفساني استشاري في لندن، ويعيش خلاف ذلك في جزيرة سكاي، قبالة ساحل اسكتلندا.

## الأعمال المحددة
- (24 مايو 1982). ضد النقد.
- (1995) «الأوهام الجسدية في الفصام والذهان العاطفي». المجلة البريطانية للطب النفسي. الكلية الملكية للأطباء النفسيين. [4]
- (يونيو 2009). «مشكلة في التماثلات». الفلسفة والطب النفسي وعلم النفس. مطبعة جامعة جونز هوبكنز. 16 [3]
- (9 اوكتوبر2009). المعلم ومبعوثه: الدماغ المنقسم وصنع العالم الغربي. الولايات المتحدة الأمريكية: مطبعة جامعة ييل.